# Indosphère
L'Indosphère est un terme utilisé pour désigner les zones d'influence linguistique indienne dans les régions voisines de l'Asie du Sud, de l'Asie du Sud-Est et de l'Asie de l'Est. Il est couramment utilisé en géolinguistique, par opposition par exemple à la zone zone linguistique de l'Asie du Sud-Est continentale de la sinosphère. Contrairement à des termes tels que la lusophonie ou la francophonie, qui font référence à la propagation et à l'influence multinationales d'une seule langue avec plusieurs dialectes (respectivement le portugais et le français), ce terme fait référence à toutes les langues considérées comme originaires de l'Inde, soit 22 langues reconnues réparties sur plusieurs grandes familles linguistiques, dont l'indo-européen et le dravidien. Ces langues sont considérées collectivement en ce qui concerne leur influence sur les langues d’autres pays, plutôt que du point de vue de la seule diffusion de la langue.

## Influence
La famille des langues tibéto-birmanes, qui s'étend sur une vaste étendue géographique, est caractérisée par une grande diversité typologique, comprenant des langues allant du type hautement tonal, monosyllabique et analytique, pratiquement sans morphologie affixationnelle, comme les langues loloïques (en), à des langues marginalement tonales ou atonales avec des systèmes complexes de morphologie d'accord verbal, comme le groupe Kiranti du Népal. Cette diversité s'explique en partie par des influences du chinois d'une part et des langues indo-aryennes d'autre part. Matisoff a proposé deux grandes zones qui se chevauchent, combinant des caractéristiques culturelles et linguistiques : la « sinosphère » et l'« indosphère », influencées respectivement par la Chine et l'Inde,,,. Une zone tampon entre eux en tant que troisième groupe a été proposée par Kristine A. Hildebrandt, suivie de B. Bickel et J. Nichols. L'Indosphère est dominée par les langues indiennes.
Certaines langues appartiennent de façon certaine à l’une ou l’autre des deux aires linguistiques. Par exemple, les branches Munda et Khasi des langues austroasiatiques, les langues tibéto-birmanes du Népal oriental et une grande partie du groupe Kamarupan tibéto-birman, qui comprend notamment le Meitei (Manipuri), sont indosphériques ; tandis que la famille Hmong-Mien, la branche Kam-Sui du Kadai, la branche Loloïque du tibéto-birman et le vietnamien (Viet-Muong) sont sinosphériques. D’autres langues, comme le thaï et le tibétain, ont été influencées par les langues chinoises et indiennes à différentes périodes historiques. D’autres communautés linguistiques sont pourtant si éloignées géographiquement qu’elles ont échappé à toute influence significative de l’une ou l’autre. Par exemple, la branche aslienne du Mon-Khmer en Malaisie ou la branche nicobaraise du Mon-Khmer dans les îles Nicobar de l'océan Indien montrent peu d'influence de la sinosphère ou de l'indosphère. Les langues bodiques et les langues kham sont caractérisées par des propriétés prosodiques hybrides apparentées aux langues indosphériques apparentées à l'ouest et aux langues sinosphériques à l'est. Certaines langues du groupe Kiranti de l'Indosphère comptent parmi les langues morphologiquement les plus complexes d'Asie.
L'influence culturelle, intellectuelle et politique de l'Inde – en particulier celui du système d’écriture Pallava – a commencé à pénétrer l’Asie du Sud-Est insulaire et péninsulaire il y a environ 2000 ans. Les systèmes d'écriture indiens ont d'abord été adoptés par les Austronésiens, comme les Javanais et les Cham, et les Austroasiatiques, comme les Khmers et les Mon, puis par les Tai (Siamois et Lao) et les Tibéto-Birmans (Pyu, Birmans et Karens). Les langues indosphériques se trouvent également en Asie du Sud-Est continentale ainsi que certaines parties de la Birmanie, de la Malaisie péninsulaire et du Vietnam. Des écritures apparentées se trouvent également dans les îles d'Asie du Sud-Est, allant de Sumatra, Java, Bali, le sud de Sulawesi et la majeure partie des Philippines. Les éléments soutenus des vocabulaires khmer, môn, birman et thaï/laotien sont constitués de mots d’origine pali ou sanskrite. L’influence indienne s’est également étendue au nord jusqu’à la région himalayenne. Le tibétain utilise l'écriture Ranjana depuis 600 après J.-C., mais a préféré calquer le nouveau vocabulaire religieux et technique à partir de morphèmes natifs plutôt que d'emprunter des morphèmes indiens. Les États Cham, connus collectivement sous le nom de Champa, qui ont été fondés vers la fin du IIe siècle après J.-C., appartenaient directement à l'influence de la Grande Inde, plutôt qu'à la Sinosphère qui a façonné une grande partie de la culture vietnamienne et par laquelle les Chams ont été influencés plus tard et indirectement.

## Structure
Les langues de la « sinosphère » (Asie de l'Est et Vietnam) ont tendance à être analytiques, avec peu de morphologie, des structures lexicales monosyllabiques ou sesquisyllabique (en), une composition extensive, des systèmes tonaux complexes et des constructions verbales sérielles. Les langues de l'« Indosphère » (Asie du Sud et Asie du Sud-Est) ont quant à elles tendance à être plus agglutinantes, avec des structures polysyllabiques, une morphologie étendue des cas et des verbes, et des marquages détaillés des relations interpropositionnelles. Le manang (en) (tout comme d'autres langues tamangiques (en)) est un cas intéressant à examiner à cet égard, car géographiquement il s'intègre parfaitement dans l'Himalaya « indosphérique », mais typologiquement il partage davantage de caractéristiques avec les langues « sinosphériques ». Les langues tibéto-birmanes parlées dans la sinosphère ont tendance à être plus isolantes, tandis que celles parlées dans l'indosphère ont tendance à être plus complexes morphologiquement.
De nombreuses langues de la partie occidentale de la famille sino-tibétaine, qui comprend les langues tibéto-birmanes, présentent des ressemblances typologiques significatives avec d'autres langues d'Asie du Sud, ce qui les place dans le groupe de l'Indosphère. Ils ont souvent des syllabes plus lourdes que celles que l'on trouve en Orient, tandis que les systèmes de tons, bien qu'attestés, ne sont pas aussi fréquents. Les langues indosphériques sont souvent atones et/ou fortement suffixées. Il existe souvent une morphologie flexionnelle considérable, allant des systèmes de marquage de cas entièrement développés à une morphologie pronominale étendue trouvée sur le verbe. Ces langues marquent généralement un certain nombre de types de relations inter-occasionnelles et ont une construction distincte impliquant des auxiliaires verbaux. Les langues de l'Indosphère présentent généralement des consonnes occlusives rétroflexes, des propositions relatives post-phrastiques et une grammaticalisation étendue du verbe dire. Dans les langues indosphériques, comme les langues tibéto-birmanes du nord-est de l'Inde et du Népal, par exemple, on trouve souvent le développement de pronoms relatifs et de structures corrélatives ainsi que de consonnes initiales rétroflexes.